# Sân vận động kỷ niệm 700 năm
Sân vận động kỷ niệm 700 năm Chiang Mai (tiếng Thái: สนามเชียงใหม่ 700 ปี) là một sân vận động đa năng ở Chiang Mai, tỉnh Chiang Mai, Thái Lan. Sân được xây dựng để tổ chức Đại hội Thể thao Đông Nam Á 1995, cũng như để kỷ niệm 700 năm thành lập Chiang Mai vào năm 1995. Sân cũng được sử dụng tại Đại hội Thể thao châu Á 1998. Câu lạc bộ bóng đá Chiangmai F.C. đã trở lại sân vận động này vào mùa giải 2009, sau khi đã sử dụng Sân vận động Thành phố Chiang Mai trong những năm gần đây. Về mặt kiến trúc, hình dạng của sân vận động gần giống với hình dạng của Sân vận động sinh nhật lần thứ 80 ở Nakhon Ratchasima. Sân có một tầng duy nhất ở hầu hết các khán đài, tạo thành một vòng tròn gần như hoàn hảo, riêng khán đài chính có hai tầng để cung cấp chỗ ngồi cho 4.500 khán giả, được che phủ bởi mái che. Chỉ có khán đài chính có ghế nhựa và mái che. Các khán đài còn lại là những bậc thang bê tông được sơn màu trắng, không có mái che.